# Lijst van premiers van Namibië
De eerste minister van Namibië wordt aangeduid door de president van Namibië. De eerste minister moet een lid zijn van de Nationale Vergadering van Namibië. De premier heeft een kantoorgebouw ter beschikking naast het Tintenpalast, waar de Nationale Vergadering zetelt.

## Premiers van Namibië (1990-heden)
Partij
| Nr. | Premier | Premier                      | Ambtstermijn                     | Partij | Partij | Verkiezing |
| --- | ------- | ---------------------------- | -------------------------------- | ------ | ------ | ---------- |
| 1   |         | Hage Geingob (1941-2024)     | 21 maart 1990 - 28 augustus 2002 | Swapo  |        | 1989       |
| 1   | 1994    | Hage Geingob (1941-2024)     | 21 maart 1990 - 28 augustus 2002 | Swapo  |        |            |
| 1   | 1999    | Hage Geingob (1941-2024)     | 21 maart 1990 - 28 augustus 2002 | Swapo  |        |            |
| 2   |         | Theo-Ben Gurirab (1939-2018) | 28 augustus 2002 - 21 maart 2005 | Swapo  |        | -          |
| 3   |         | Nahas Gideon Angula (1943)   | 21 maart 2005 - 4 december 2012  | Swapo  |        | 2004       |
| 3   | 2009    | Nahas Gideon Angula (1943)   | 21 maart 2005 - 4 december 2012  | Swapo  |        |            |
| (1) |         | Hage Geingob (1941-2024)     | 4 december 2012 - 21 maart 2015  | Swapo  |        | -          |
| 4   |         | Saara Kuugongelwa (1967)     | 21 maart 2015 - 20 maart 2025    | Swapo  |        | 2014       |
| 4   | 2019    | Saara Kuugongelwa (1967)     | 21 maart 2015 - 20 maart 2025    | Swapo  |        |            |
| 5   |         | Elijah Ngurare (1970)        | 21 maart 2025 - heden            | Swapo  |        | 2024       |